# Динси
Динси́ (кит. упр. 定西, пиньинь Dìngxī) — городской округ в провинции Ганьсу КНР. Иероглифы «дин си» взяты из фразы «аньдин сибянь» (安定西边), означающей «успокоенные западные рубежи».

## История
При империи Цинь эти земли вошли в состав округа Лунси (陇西郡).
При империи Суй в 618 году эти места вошли в состав области Миньчжоу (岷州). При империи Тан в 742 году область Миньчжоу была преобразована в округ Хэчжэн (和政郡), но в 785 году вновь стала областью Миньчжоу. В 761 году эти земли были захвачены тибетцами.
При империи Сун в 1081 году здесь было возведено укрепление Тунси (通西寨). В 1096 году появились городки Аньси (安西城) и Динси (定西城), а на следующий год — ещё и Пинси (平西城). В 1130 году эти земли были захвачены чжурчжэнями, включившими их в состав империи Цзинь, и в 1142 году был создан уезд Динси (定西县). В 1216 году уезд Динси был поднят в статусе до области Динси (定西州). При монгольской империи Юань в 1325 году после землетрясения область Динси была переименована в Аньдин (安定州). После установления китайской империи Мин область Аньдин была в 1377 году понижена в статусе и стала уездом Аньдин (安定县).
В 1914 году уезд Аньдин был переименован в Динси.
В 1949 году был образован Специальный район Динси (定西专区), состоящий из 7 уездов. В 1950 году три уезда было передано в состав Специального района Пинлян (平凉专区), а в состав Специального района Динси вошли уезды Линьтао и Таоша из составов Специального района Линься (临夏专区), и уезды Хуэйчуань и Вэйюань из состава расформированного Специального района Миньсянь (岷县专区); уезд Таоша был присоединён к уезду Линьтао.
В 1956 году в состав Специального района Динси было передано два уезда из состава Специального района Чжанъе (张掖专区), два уезда из состава Специального района Тяньшуй (天水专区) и уезд Гаолань, ранее напрямую подчинённый властям провинции Ганьсу.
Постановлением Госсовета КНР от 11 апреля 1958 года из смежных территорий уездов Гаолань и Цзинъюань был образован городской уезд Байинь (в состав которого вошла, в частности, территория бывшего уезда Цзинтай). 4 июля 1958 года он был подчинён напрямую правительству провинции Ганьсу. 25 октября 1958 года правительство провинции Ганьсу делегировало управление городом Байинь властям Специального района Динси. Также в 1958 году уезд Цзинтай был присоединён к уезду Гаолань, который был передан в состав Ланьчжоу, уезд Юндэн также перешёл в состав Ланьчжоу; уезд Хуэйчуань был разделён между уездами Ушань и Вэйюань, а затем уезд Вэйюань был разделён между уездами Лунси и Линьтао. Уезд Миньсянь из состава Специального района Тяньшуй (天水专区) перешёл в состав Специального района Динси.
В 1960 году уезд Цзинъюань перешёл под юрисдикцию Байиня. В 1961 году Байинь перешёл в прямое подчинение властям провинции Ганьсу, уезды Линьтао и Миньсянь были переданы в состав новообразованного Специального района Линьтао (临洮专区). В 1963 году Специальный район Линьтао был расформирован, и уезды Линьтао и Вэйюань были возвращены в состав Специального района Динси; также в состав Специального района Динси были переданы уезды Цзинъюань и Гаолань из состава Байиня.
В 1970 году Специальный район Динси был переименован в Округ Динси (定西地区); уезды Юйчжун и Гаолань были переданы в состав Ланьчжоу.
В 1985 году в состав округа Динси перешли уезд Чжансянь из расформированного округа Тяньшуй, и уезд Миньсянь из состава округа Уду; уезд Цзинъюань был передан в состав городского округа Байинь.
Постановлением Госсовета КНР от 4 апреля 2003 года был расформирован округ Динси и образован городской округ Динси; бывший уезд Динси стал районом Аньдин в его составе.

## Административно-территориальное деление
Городской округ Динси делится на 1 район, 6 уездов:
| Карта                                                 | Статус | Название | Иероглифы | Пиньинь      | Площадь (км²) | Население (2010) |
| ----------------------------------------------------- | ------ | -------- | --------- | ------------ | ------------- | ---------------- |
| Аньдин Тунвэй Лунси Вэйюань Линьтао Чжансянь Миньсянь | Район  | Аньдин   | 安定区    | Āndìng qū    | 3638          | 470 000          |
| Аньдин Тунвэй Лунси Вэйюань Линьтао Чжансянь Миньсянь | Уезд   | Тунвэй   | 通渭县    | Tōngwèi xiàn | 2912          | 450 000          |
| Аньдин Тунвэй Лунси Вэйюань Линьтао Чжансянь Миньсянь | Уезд   | Лунси    | 陇西县    | Lǒngxī xiàn  | 2408          | 510 000          |
| Аньдин Тунвэй Лунси Вэйюань Линьтао Чжансянь Миньсянь | Уезд   | Вэйюань  | 渭源县    | Wèiyuán xiàn | 2065          | 350 000          |
| Аньдин Тунвэй Лунси Вэйюань Линьтао Чжансянь Миньсянь | Уезд   | Линьтао  | 临洮县    | Líntáo xiàn  | 2851          | 540 000          |
| Аньдин Тунвэй Лунси Вэйюань Линьтао Чжансянь Миньсянь | Уезд   | Чжансянь | 漳县      | Zhāng xiàn   | 2164          | 210 000          |
| Аньдин Тунвэй Лунси Вэйюань Линьтао Чжансянь Миньсянь | Уезд   | Миньсянь | 岷县      | Mín xiàn     | 3500          | 480 000          |

## Экономика
Важное значение имеет выращивание картофеля и лекарственных растений.

## Транспорт
Важное значение имеют грузовые железнодорожные перевозки из Динси в Казахстан (экспорт сельскохозяйственной продукции, автомобильных комплектующих, бытовой электротехники, тканей и других товаров, импорт зерновых).